# Hyas (Sohn des Atlas)
Hyas (altgriechisch Ὕας Hýas) ist in der griechischen Mythologie der Sohn des Atlas und der Pleione oder der Aithra, aus deren Verbindung darüber hinaus – je nach Variante des Mythos – 12 oder 15 Töchter hervorgegangen waren.
Während der Jagd in Libyen wurde Hyas von einem Löwen oder einer Schlange oder einem Eber getötet. Vor Trauer starben fünf seiner Schwestern, die man deswegen Hyaden nannte und die der mitleidige Zeus als Hyaden unter die Sterne erhob. Ihre verbliebenen 7 oder 12 Schwestern starben später aus dem gleichen Grund und sieben von ihnen wurden als Plejaden, weil sie mehr waren (πλείους), zum Siebengestirn des nördlichen Sternhimmels.